# Europeiska fiskerikontrollbyrån

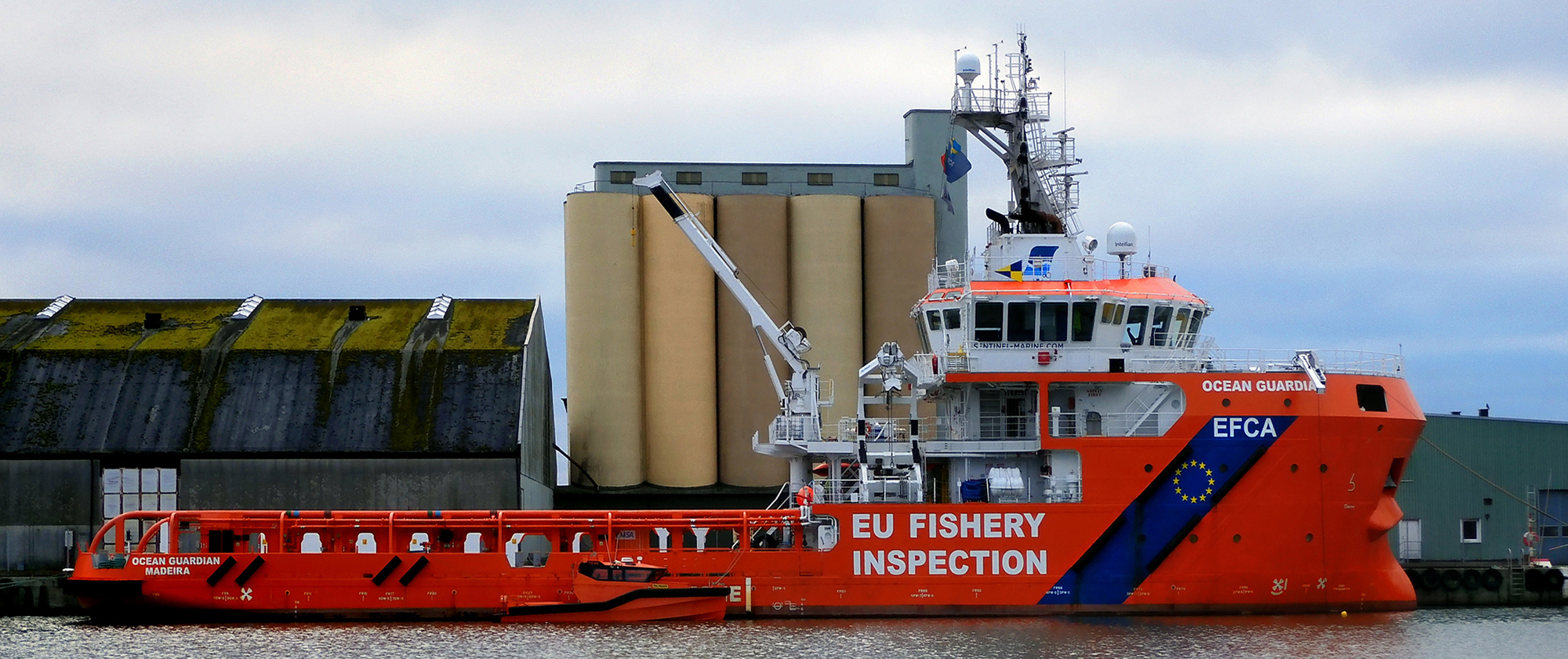
Ett fartyg från EUs fiskerikontrollbyrå på besök i Ystad 15 november 2023.

Europeiska fiskerikontrollbyrån (EFCA), European Fisheries Control Agency, är en decentraliserad myndighet i Europeiska unionen inrättad genom en förordning 2005. 
EFCA:s övergripande syfte är att främja standarder för kontroll, inspektion och övervakning av fiske i EU, i enlighet med den gemensamma fiskeripolitiken. 
Byrån har sitt huvudkontor i den spanska staden Vigo. EU:s medlemsländer enades 2002 om att inrätta byrån som en del av arbetet med att utveckla en efterlevnadskultur inom fiskerisektorn i hela Europa.
Förordningen om att inrätta byrån antogs 2005, rådets förordning (EG) nr 768/2005, som gemenskapens kontrollorgan för fiske.
Det första styrelsemötet hölls den 1 februari 2006, medan konkreta aktiviteter pågick från 2007.
Myndighetens viktigaste roll är att underlätta samordningen och samarbetet mellan de nationella kontroll- och inspektionsmyndigheterna, så att reglerna i den gemensamma fiskeripolitiken följs.
Tillsammans med Frontex och Europeiska sjösäkerhetsbyrån stöder EFCA de nationella myndigheterna i deras kustbevakningsfunktioner.